# Northville (Michigan)
Northville is een plaats (city) in de Amerikaanse staat Michigan, en valt bestuurlijk gezien onder Oakland County en Wayne County.

## Demografie
Bij de volkstelling in 2000 werd het aantal inwoners vastgesteld op 6459.
In 2006 is het aantal inwoners door het United States Census Bureau geschat op 6228, een daling van 231 (-3,6%).

## Geografie
Volgens het United States Census Bureau beslaat de plaats een oppervlakte van
5,2 km², geheel bestaande uit land. Northville ligt op ongeveer 229 m boven zeeniveau.

## Plaatsen in de nabije omgeving
De onderstaande figuur toont nabijgelegen plaatsen in een straal van 12 km rond Northville.